# Comrat
Comrat est la capitale de la Gagaouzie, région autonome de la Moldavie, située dans le sud du pays. Elle est également le chef-lieu de l'un des trois district (dolay) qui composent cette région. Elle compte environ 25 000 habitants.

## Histoire
Fondée en 1789,[réf. nécessaire], Comrat a vécu un soulèvement populaire contre les autorités du tsar dans le cadre de la révolution russe de 1905. Le 6 janvier 1906, la république de Comrat est proclamée. Elle ne durera que 6 jours.
Ayant obtenu un statut de ville en 1957, Comrat était au temps où la République socialiste soviétique moldave était membre de l’URSS un centre industriel orienté vers la production de beurre, du vin et des tapis aux motifs moldaves. La ville est, depuis 2002, le siège de l'université d'État de Comrat.

## Climat
Le climat de Comrat est de type continental humide (type : Dfb selon la classification de Koppen). Les températures hivernales sont froides avec une température moyenne de −2,5 °C pour le mois le plus froid et les étés avec une température moyenne de +21,5 °C pour le mois le plus chaud. L'été est la saison la plus arrosée avec 71 mm de hauteur moyenne de pluie pour le mois de juin.
| Mois                              | jan. | fév. | mars | avril | mai  | juin | jui. | août | sep. | oct. | nov. | déc. | année |
| --------------------------------- | ---- | ---- | ---- | ----- | ---- | ---- | ---- | ---- | ---- | ---- | ---- | ---- | ----- |
| Température minimale moyenne (°C) | −5,7 | −4,1 | −0,3 | 5,6   | 11,1 | 14,5 | 16   | 15,3 | 11,2 | 5,9  | 1,5  | −2,5 | 5,7   |
| Température moyenne (°C)          | −2,5 | −1   | 3,6  | 10,7  | 16,4 | 19,8 | 21,5 | 21,1 | 16,9 | 10,9 | 5    | 0,4  | 10,2  |
| Température maximale moyenne (°C) | 0,7  | 2,2  | 7,6  | 15,8  | 21,8 | 25,2 | 27,1 | 26,9 | 22,7 | 16   | 8,6  | 3,4  | 14,8  |
| Précipitations (mm)               | 31   | 35   | 30   | 39    | 51   | 71   | 60   | 44   | 44   | 26   | 34   | 34   | 500   |

## Jumelages
- Bălți, Moldavie[3]
- Erzsébetváros, Hongrie
- Pendik, Turquie
- Hendek, Turquie
- Sapanca, Turquie
- Kucukkuyu, Turquie
- Isparta, Turquie
- Nicosie-Nord, Chypre du Nord
- Tatlısu, Chypre du Nord
- Sokolniki, Russie
- Grozny, Russie
- Bavly, Russie
- Bolhrad, Ukraine

## Personnalités
- Sorana Gurian, nom de plume de Sara Isaacovna Gurfinchel (1913-1956), écrivaine, journaliste et traductrice roumaine d'ouvrages en roumain et en français, née à Comrat.